# Sélectivité (radio)
Pour les articles homonymes, voir sélectivité.
La sélectivité est une mesure d'un paramètre caractéristique d'un récepteur radio pour répondre uniquement au signal radio sur lequel il est réglé (tel qu'une station de radio) et rejeter d'autres signaux proches en fréquence, tels qu'une autre diffusion sur un canal adjacent.
La sélectivité est généralement mesurée comme un rapport en décibels (dB), en comparant la puissance du signal (en) reçu à celle d'un signal similaire sur une autre fréquence. Si le signal se trouve sur le canal adjacent du signal sélectionné, cette mesure est également connue sous le nom de rapport de réjection du canal adjacent (en anglais : adjacent-channel rejection ratio ou ACRR).
La sélectivité offre également une certaine immunité aux interférences de type blocking (en).
Les circuits LC sont souvent utilisés comme filtres ; le facteur Q (facteur de "qualité") détermine la largeur de bande de chaque circuit accordé dans la radio. Le rapport L/C, à son tour, détermine leur Q et donc leur sélectivité, car le reste du circuit - l'antenne ou l'amplificateur alimentant le circuit accordé par exemple - contiendra une résistance présente. Pour un circuit résonant en série, plus l'inductance est élevée et plus la capacité est faible, plus la largeur de bande du filtre est étroite (ce qui signifie que la réactance de l'inductance, L, et de la capacité, C, à la fréquence de résonance sera relativement élevée par rapport aux résistances de la source/charge en série). Pour un circuit résonant parallèle, l'inverse s'applique ; les petites inductances réduisent le amortissement des circuits externes (voir oscillateur électronique).
Il existe des limites pratiques à l'augmentation de la sélectivité lorsque le rapport L/C change :
- les condensateurs de réglage de grande valeur peuvent être difficiles à construire ;
- la capacité de la trame et la capacité dans les transistors ou les valves des circuits associés peuvent devenir significatives (et varier avec le temps) ;
- la résistance en série interne au fil de la bobine peut être importante (en particulier pour les circuits accordés en parallèle) ;
- des inductances importantes impliquent des bobines physiquement grandes (et coûteuses) et/ou des fils plus fins (d'où une résistance interne plus faible).

Par conséquent, d'autres méthodes peuvent être utilisées pour augmenter la sélectivité, telles que les circuits multiplicateur de Q (en), l'emploi de filtres céramiques ou à quartz et les circuits à réaction. Les récepteurs superhétérodynes permettent d'utiliser un ou plusieurs circuits accordés à fréquence intermédiaire fixes pour accroître la sélectivité. L'accord fixe élimine l'obligation de faire correspondre avec précision plusieurs étages d'accord pendant le réglage.